# Sokolivka, Pervomaisk
Sokolivka (în ucraineană Соколівка) este un sat în comuna Romanova Balka din raionul Pervomaisk, regiunea Mîkolaiiv, Ucraina.

## Demografie
Componența lingvistică a localității Sokolivka
     Ucraineană (88,58%)
     Rusă (6,39%)
     Română (4,57%)
Conform recensământului din 2001, majoritatea populației localității Sokolivka era vorbitoare de ucraineană (88,58%), existând în minoritate și vorbitori de rusă (6,39%) și română (4,57%).